# Contarinia inouyei
Contarinia inouyei är en tvåvingeart som beskrevs av Mani 1954. Contarinia inouyei ingår i släktet Contarinia och familjen gallmyggor. Inga underarter finns listade i Catalogue of Life.